# 夹皮沟镇
夹皮沟镇，是中华人民共和国吉林省吉林市桦甸市下辖的一个乡镇级行政单位。

## 行政区划
夹皮沟镇下辖以下地区：
夹皮沟社区、老金厂社区、金沟村、云峰村、老牛沟村、苇沙河村和锦山村。